# Кольо Колев
 Тази статия е за българския поет.  За щангиста вижте Кольо Колев (щангист).  
Кольо Стефанов Колев е български поет. 

## Биография
Роден е на 16 март 1988 г. в град Монтана. От ранна детска възраст живее в Бургас, където се премества семейството му. Завършва през 2007 г. ПТТ „Проф. Д-р Асен Златаров“ в Бургас, специалност Мениджмънт в хотелиерството.

## Творчество
Стихотворения на Кольо Колев са публикувани в списанията “Пламък” и “Простори”, вестниците “Словото днес”, “Дума”, “България днес”, “Ретро” и “Уикенд”, както и в електронните издания “Литературен свят”, “LiterNet” и “Е-същност”. Участва със свои стихотворения в сборника за поезия и проза “Часовниковата кула” и в алманах “Бургас”.
Автор на поетичните книги “Бунтът на пясъчните хора” (2020 г.), удостоена с Националната литературна награда за поезия “Владимир Башев” (2021 г.), и “Караулът на времето” (2024 г.).
Носител на втора награда в поетичния конкурс “Искри над Бяла” (2017) и на Почетния знак на електронното издание “Червеният ездач” (2019) за дебют в инициативата “Съвременни творци в социалния жанр”.

### Бунтът на пясъчните хора
През декември 2020 г. от печат излиза стихосбирката му „Бунтът на пясъчните хора“ (ISBN: 978-954-471-688-2, издателство Либра Скорп, редактор Динко Динков), отличена с Националната литературна награда Владимир Башев.

#### Бунтът на пясъчните хора, анотация:
Поезията на Кольо Колев ни води „под небе, сковано от мраз“ по пътя към слънчевото детство и добротата.
Спектакъл без нас е страшното пророчество на автора, който осветява с Прометеев огън превърнатия в скот човек пред мелницата на времето. Пясъчни силуети, рухнали в миг, изчезват безследно. Самоирония... Гласът на викащия в пустинята е заглушен от лая на бесни кучета, а в разкъсаните души проговаря демоничното отрицание на всичко, наследено от познанието.
Кой копнее отново да се роди, когато всичко е предначертано отдавна? И „защо... въобще ни има?“ Пеперудите се приближават към електрическия ореол, а гъсениците се спасяват в мрака...
В епилога – героят на бунта, сякаш Ахил богоравен, призовава за връщане към корените и воюването за изконните човешки ценности, за паметта, за да не бъде победен животът.
От редактора

## Награди и отличия
- Национален конкурс за поезия „Искри над Бяла“ 2017 г. – второ място
- Почетен знак на електронно издание „Червеният ездач“ за 2019 г., за дебют в инициативата „Съвременни творци в социалния жанр“[3]
- Национален литературен конкурс за поезия „Ерато“ на вестник Уикенд 2020 г. – трето място
- Носител на Националната литературна награда Владимир Башев 2021 г.[1][4][5]